# 2014年國際自由車環台公路大賽
2014年國際自由車環台公路大賽（法語：2014 Tour de Taïwan）是在2014年3月9日至3月13日舉行，首先由臺北市的城市繞圈賽揭開序幕，連續五天，進行不同類型的公路賽與繞圈賽，最後一站則以大鵬灣觀光盃的繞圈賽收尾。與往年的環台賽不同的是，本屆的比賽配合國際自由車總會推廣之政策，賽事站別濃縮成五站，依序在臺北市、桃園縣、彰化縣、臺南市及大鵬灣等五站舉行。

## 參賽隊伍

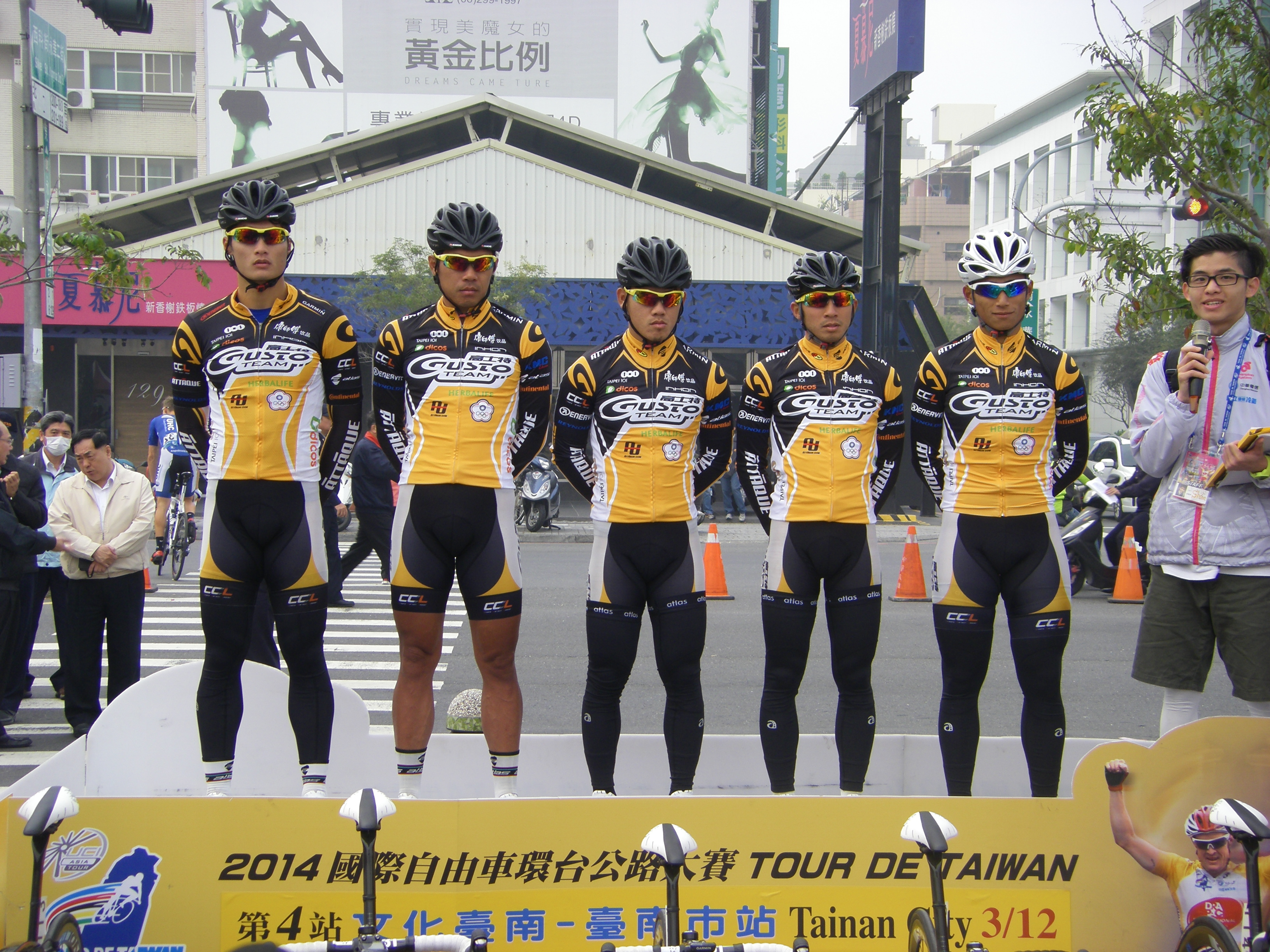
高士特職業車隊

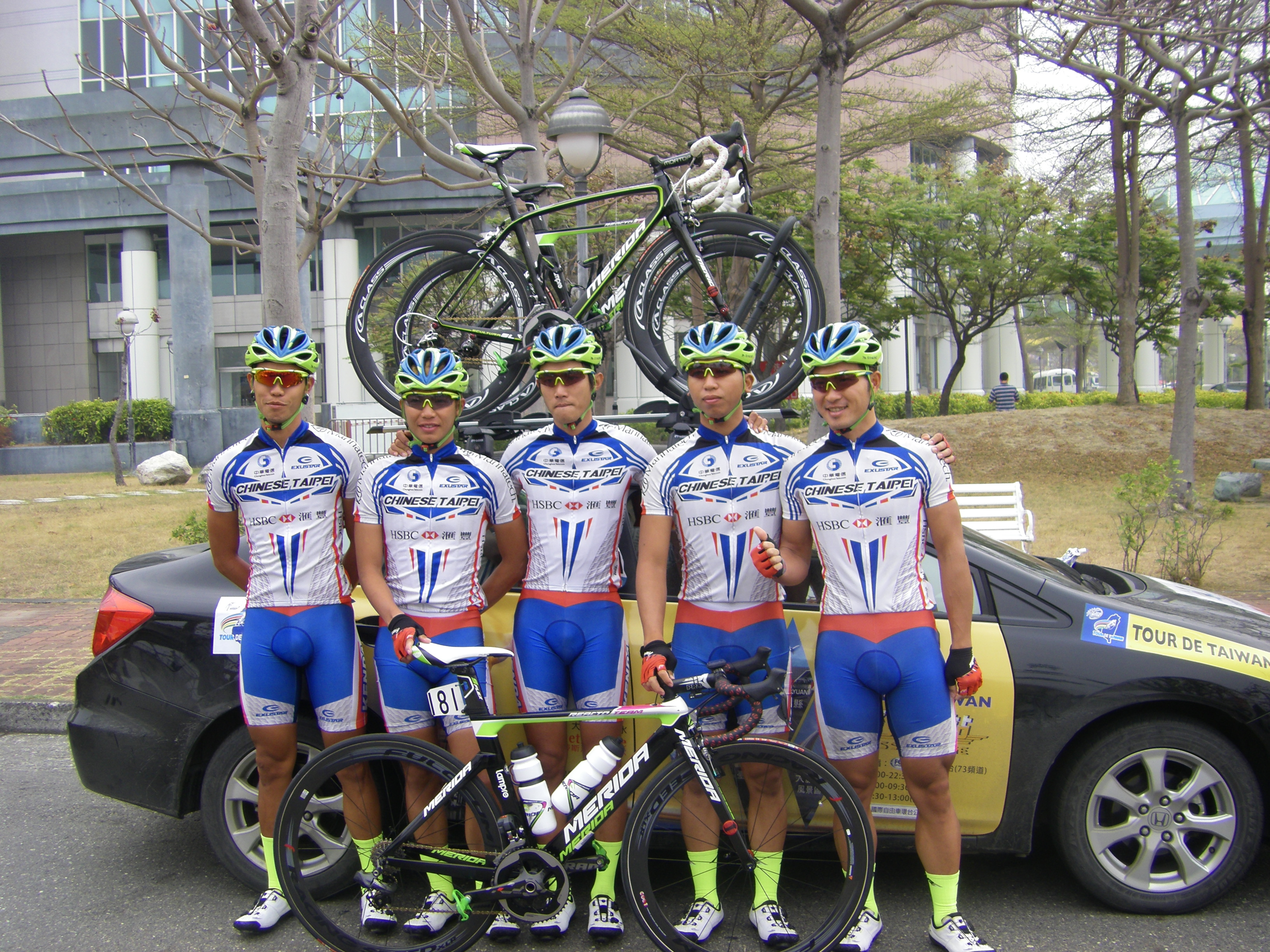
中華亞運培訓隊

| 區域   | 國別                                       | 隊伍                                                       |
| ------ | ------------------------------------------ | ---------------------------------------------------------- |
| 歐洲   | 奥地利                                     | 福拉爾貝格職業車隊（TEAM VORARLBERG）                      |
| 歐洲   | 捷克                                       | 歐瑟職業隊（BAUKNECHT - AUTHOR）                           |
| 歐洲   | 德国                                       | STG職業隊（TEAM STÖLTING）                                 |
| 歐洲   | 法國                                       | 馬賽蘋果職業隊（LA POMME MARSEILLE）                       |
| 歐洲   | 希腊                                       | SP職業隊（SP TABLEWARE）                                   |
| 歐洲   | 義大利                                     | 加能戴爾職業隊（TEAM Cannondale PRO CYCLING）              |
| 歐洲   | 荷蘭                                       | 帕克職業隊（Parkhotel Valkenburg Continental Team）        |
| 歐洲   | 挪威                                       | 弗洛伊職業隊（FROY - BIANCHI）                             |
| 美洲   | 美国                                       | 諾和諾德職業隊（TEAM Cannondale PRO CYCLING）              |
| 美洲   | 美国                                       | 聯合保健職業隊（UNITEDHEALTHCARE PRO CYCLING TEAM）        |
| 大洋洲 |                                            | 澳洲卓別克職業隊（DRAPAC PROFESSIONAL CYCLING）            |
| 亞洲   |                                            | 巴庫職業隊（SYNERGY BAKU CYCLING PROJECT）                 |
| 亞洲   | 中国大陆                                   | 捷安特-卓比奧斯職業隊（GIANT CHAMPION SYSTEM PRO CYCLING） |
| 亞洲   | 香港                                       | 香港隊（Team Hong Kong China）                             |
| 亞洲   | 伊朗                                       | TSR職業隊（TABRIZ SHAHRDARI RANKING）                      |
| 亞洲   | 日本                                       | 日本國家隊（JAPAN NATIONAL TEAM）                          |
| 亞洲   | 马来西亚                                   | 登嘉樓職業隊（TERENGGANU CYCLING TEAM）                    |
| 亞洲   | 中華臺北                                   | 高士特職業車隊（TEAM GUSTO）                               |
| 亞洲   | 中華臺北                                   | 中華亞運培訓隊（CHINESE TAIPEI TEAM）                      |
| 亞洲   | 烏茲別克國家隊（UZBEKISTAN NATIONAL TEAM） |                                                            |

## 各站概要

### 第一站（臺北市）
- 性質：國際菁英城市繞圈賽
- 路線：市政府（起終點）→松高路→逸仙路→仁愛路→景福門（折返點，原路返回起點）
- 里程：每圈10.4公里，比賽進行5圈，共58公里，不含暖胎的5.35公里
- 衝刺點：第1、2、3圈過終點前
- 配合活動：「滙豐有愛 夢想騎集全民單車日活動」、第二屆PUSH BIKE兒童滑步車大賽。此項活動是一公益計畫，目的為為偏鄉弱勢孩童圓夢。

#### 比賽成績
- 單站成績：

| 項目 | 個人前三名                          | 團體前三名         |
| ---- | ----------------------------------- | ------------------ |
| 1    | Luke Keough （美國聯合保健職業隊）  | 亞塞拜然巴庫職業隊 |
| 2    | Wouter Wippert （澳洲卓別克職業隊） | 日本國家隊         |
| 3    | Georgios Bouglas （希臘SP職業隊）   | 希臘SP職業隊       |

- 各項領先者：
  - 台灣車手：蕭世鑫（中華高士特職業隊），1:06'24"，總排名第5
  - 亞洲冠軍（藍衫）：巫帛宏（中華亞培隊），1:06'22"
  - 登山王（圓點衫）：Wouter Wippert（澳洲卓別克職業隊）
  - 衝刺王（綠衫）：Luke Keough（美國聯合保健職業隊），15分
  - 個人總冠軍（黃衫）：Luke Keough（美國聯合保健職業隊），1:06'14"
  - 團體總成績：亞塞拜然巴庫職業隊

### 第二站（桃園縣）
- 性質：複合式競賽（公路＋繞圈）
- 路線：桃園展演中心→蘆竹→大園→富林國小→中壢→新屋→楊梅→龍潭→享夜咖啡（登山點）→平鎮→富林國小→海軍基地（繞6圈）
- 衝刺點：富林國小、海軍基地第2、4圈過終點前。
- 里程：路程共151.4公里，不含暖胎的2.0公里

#### 比賽成績
- 單站成績：

| 項目 | 個人前三名                             | 團體前三名           |
| ---- | -------------------------------------- | -------------------- |
| 1    | Benjamin Giraud （法國馬賽蘋果職業隊） | 法國馬賽蘋果職業隊   |
| 2    | Jan Dieteren （德國STG職業隊）         | 義大利加能戴爾職業隊 |
| 3    | Marco Zanotti （荷蘭帕克職業隊）       | 荷蘭帕克職業隊       |

- 各項領先者：
  - 台灣車手：巫帛宏（中華亞培隊），4:29'47"，總排名第24
  - 亞洲冠軍（藍衫）：Kohei Uchima（日本國家隊），4:24'53"
  - 登山王（紅點衫）：武楠（中國大陆捷安特-卓比奧斯職業隊）
  - 衝刺王（綠衫）：Rémy Di Gregorio（法國馬賽蘋果職業隊），23分
  - 個人總冠軍（黃衫）：Rémy Di Gregorio（法國馬賽蘋果職業隊），4:24'41"
  - 團體總成績：法國馬賽蘋果職業隊

### 第三站（彰化縣）
- 性質：國際菁英公路長途賽
- 路線：八卦山大佛→芬園→彰化市→鹿港→管嶼國小（衝刺點）→芳苑→二林→竹塘→溪州→田尾→員林→秀水→八卦山大佛
- 里程：全程142.98公里，不含暖胎的10.55公里（八卦山大佛→山隆加油站）

#### 比賽成績
- 單站成績：

| 項目 | 個人前三名                                 | 團體前三名         |
| ---- | ------------------------------------------ | ------------------ |
| 1    | Wouter Wippert （澳洲卓別克職業隊）        | 荷蘭帕克職業隊     |
| 2    | Christoph Schweizer （亞塞拜然巴庫職業隊） | 法國馬賽蘋果職業隊 |
| 3    | John Murphy （美國聯合保健職業隊）         | 亞塞拜然巴庫職業隊 |

- 各項領先者：
  - 台灣車手：蕭世鑫（中華高士特職業隊），7:45'09"，總排名第22
  - 亞洲冠軍（藍衫）：Kohei Uchima（日本國家隊），7:40'13"
  - 登山王（紅點衫）：武楠（中國大陆捷安特-卓比奧斯職業隊），10分
  - 衝刺王（綠衫）：Rémy Di Gregorio（法國馬賽蘋果職業隊），23分
  - 個人總冠軍（黃衫）：Rémy Di Gregorio（法國馬賽蘋果職業隊），7:39'57"
  - 團體總成績：法國馬賽蘋果職業隊

### 第四站（臺南市）
- 性質：國際菁英公路長途賽
- 路線：臺南市政府→安平國中→永康→善化（第一衝刺點）→麻豆→學甲→東陽國小（第二衝刺點）→北門→學甲→鹽水→新營→白河→關子嶺→曾文水庫
- 里程：全程160.94公里，不含暖胎的7.45公里（臺南市政府→安平國中）

#### 比賽成績
- 單站成績：

| 項目 | 個人前三名                          | 團體前三名           |
| ---- | ----------------------------------- | -------------------- |
| 1    | Ioannis Tamouridis （希臘SP職業隊） | 荷蘭帕克職業隊       |
| 2    | Brian Bulgac （荷蘭帕克職業隊）     | 伊朗TSR職業隊        |
| 3    | Marco Zanotti （荷蘭帕克職業隊）    | 奧地利弗拉貝爾職業隊 |

- 各項領先者：
  - 台灣車手：馮俊凱（中華高士特職業隊），11:33'53"，總排名第20
  - 亞洲冠軍（藍衫）：Kohei Uchima（日本國家隊），11:28'42"
  - 登山王（紅點衫）：馮俊凱（中華高士特職業隊），12分
  - 衝刺王（綠衫）：Marco Zanotti（荷蘭帕克職業隊），34分
  - 個人總冠軍（黃衫）：Rémy Di Gregorio（法國馬賽蘋果職業隊），11:28'26"
  - 團體總成績：荷蘭帕克職業隊

### 第五站（觀光盃）
- 性質：國際菁英繞圈賽
- 路線：大鵬灣國家風景區管理處→大鵬灣環灣道路→大鵬灣國家風景區管理處
- 里程：每圈12公里，比賽進行14圈，共167.85公里，不含暖胎圈2圈（每圈1公里）
- 衝刺點：第3、6、9圈過終點前

#### 比賽成績
- 單站成績：

| 項目 | 個人前三名                               | 團體前三名         |
| ---- | ---------------------------------------- | ------------------ |
| 1    | Fabian Schnaidt （奧地利弗拉貝爾職業隊） | 希臘SP職業隊       |
| 2    | Benjamin Giraud （法國馬賽蘋果職業隊）   | 亞塞拜然巴庫職業隊 |
| 3    | Wouter Wippert （澳洲卓別克職業隊）      | 荷蘭帕克職業隊     |

- 各項得獎者：
  - 台灣車手：馮俊凱（中華高士特職業隊），15:29'20"，總排名第20
  - 亞洲冠軍（藍衫）：Kohei Uchima（日本國家隊），15:24'09"
  - 登山王（紅點衫）：馮俊凱（中華高士特職業隊），12分
  - 衝刺王（綠衫）：Marco Zanotti（荷蘭帕克職業隊），46分
  - 個人總冠軍（黃衫）：Rémy Di Gregorio（法國馬賽蘋果職業隊），15:23'53"
  - 團體總成績：荷蘭帕克職業隊

## 外部連結
- 2014年國際自由車環台公路大賽官方網站（页面存档备份，存于）（繁體中文）